# Berta Schutte
Berta Schutte (1949) is een Nederlands langebaanschaatsster. 
In 1969 startte zij op het NK Allround in Heerenveen.

## Records

### Persoonlijke records[1]
| Afstand    | Tijd    | Datum            | Baan          |
| ---------- | ------- | ---------------- | ------------- |
| 500 meter  | 50.30   | 30 december 1970 | Innsbruck     |
| 1000 meter | 1:44.83 | 20 februari 1972 | Berlijn       |
| 1500 meter | 2:39.10 | 11 november 1971 | IJsselstadion |
| 3000 meter | 5:32.20 | 11 januari 1969  | Heerenveen    |